# Mima Jaušovec
Mima Jaušovec (Maribor, Iugoslávia, 20 de junho de 1956) é uma ex-tenista profissional. Jaušovec foi campeã do Torneio de Roland-Garros em 1977.

## Finais importantes

### Grand Slam

#### Títulos: 1
| Título | Ano  | Campeonato               | Piso   | Adversária      | Placar        |
| ------ | ---- | ------------------------ | ------ | --------------- | ------------- |
| Campeã | 1977 | Torneio de Roland-Garros | Saibro | Florenţa Mihai  | 6–2, 6–7, 6–1 |
| Vice   | 1978 | Torneio de Roland-Garros | Saibro | Virginia Ruzici | 6–0, 6–3      |
| Vice   | 1983 | Torneio de Roland-Garros | Saibro | Chris Evert     | 6–1, 6–2      |